# جمشید صداقت‌کیش
جمشید صداقت‌کیش (۱۳۱۵–۱۳۹۱) نویسنده، باستان‌شناس، پژوهشگر و ایران‌شناس پیشکسوت فارس است. صداقت‌کیش که به عنوان یکی از چهره‌های ماندگار سال ۱۳۸۴ معرفی شد، بیش از ۷۰ کتاب در حوزه‌های ایران‌شناسی و فارس‌شناسی دارد و بیش از ۲۰۰ مقاله در این زمینه‌ها از او منتشر شده‌است.

## زندگی‌نامه
جمشید صداقت‌کیش در سال ۱۳۱۵ در شهر آباده متولد شد. تحصیلات ابتدایی و دبیرستان را در شهرهای آباده و اصفهان گذراند و سپس تحصیلات دانشگاهی‌اش را تا مقطع فوق لیسانس در دانشگاه تهران و دکترای تاریخ و مردم‌شناسی (شاخهٔ باستان‌شناسی) را در کشور ایتالیا و آکادمی علوم تاجیکستان با درجهٔ عالی اخذ کرد. نخستین مطلب کوتاهش را در سال ۱۳۳۹ در مجلهٔ معلمان سوئد در آن کشور و مطلب بلند دیگری به همان زبان در روزنامهٔ اطلاعات انگلیسی در مرداد همان سال منتشر کرد. اولین مقالهٔ پژوهشی صداقت‌کیش در سال ۱۳۴۲ به چاپ رسید. اما کار نویسندگی را در تهران با ترجمهٔ انگلیسی به فارسی در مجلهٔ خاورمیانه در مهر ۱۳۴۲ آغاز کرد و گسترهٔ این کار به مجله‌های ابتکار و بانک صادرات کشیده شد. ضمن این که نخستین مقالهٔ پژوهشی خود را در سال ۱۳۴۳ در مجلهٔ بازار خاورمیانه به چاپ رساند. در سال ۱۳۴۵ مدیر داخلی مجلهٔ ثروت ملل شد و مدت دو سال را با ترجمه و نوشتن مقاله در این مجله ادامه داد اما به دلیل کثرت مشغله در دورهٔ فوق لیسانس آن را رها کرد. او در سال ۱۳۵۷ نشریه‌ای با نام «دال» در سه شماره منتشر کرد که حاوی اخبار شهرستان آباده با مقاله‌هایی چند بود. در سال ۱۳۶۴ در بخش تاریخ دانشگاه شیراز، نشریهٔ ماهانهٔ کتاب‌شناسی تاریخ را منتشر کرد که به مدت دو سال نیز ادامه داشت. پس از آن نشریهٔ فصلی پژوهش‌نامه-فارس‌نامه را منتشر کرد که این دو نشریه، مورد توجه محافل علمی ایران و خارج قرار گرفت. وی در سال ۱۳۷۵ در جشنوارهٔ مطبوعات جایزهٔ نخست جشنواره و لوح تقدیر بهترین مقاله را که تحت عنوان «شیراز در درازنای تاریخ» بود، دریافت کرد. از میان مقاله‌های این ایران‌شناس و فارس‌پژوه، چهار مقاله به زبان انگلیسی در دائرةالمعارف ایرانیکا که توسط دانشگاه کلمبیا در ایالت متحده منتشر می‌شود دربارهٔ «فهلیان»، «دشتی» و «دشتستان» در جلدهای هفت و نه چاپ و منتشر شده‌است. همچنین تعداد چهار مقاله به زبان انگلیسی با عنوان‌های «گیوه»، «صنایع دستی فارس»، «ممسنی» و «بندر میناب» برای این دائرةالمعارف نوشت که در شماره‌های بعدی این دائرةالمعارف منتشر شد. علاوه بر آن مرکز دائرةالمعارف بزرگ اسلامی نیز دو مقاله تحت عنوان «شبانکاره» و «کردان پارس و کرمان» برای درج در این دائرةالمعارف از او خواست که تهیه و تقدیم نمود. افزون بر آن دو مقاله از مقاله‌های ایشان را به روسی ترجمه کرده‌اند که یکی در کتاب Abecta (اوستا) در صفحات ۲۵۵–۲۴۸ تحت عنوان «کعبهٔ زرتشت؛ گنجینهٔ دژنپشت» و دیگری در مجموعهٔ مقاله‌ها با نام «گونه‌های خرد فلکلوری و موسیقی»، در صفحات ۴۷۰–۴۴۱ چاپ گردیده‌است. کلاً بیش از ۲۰۰ مقالهٔ علمی از ایشان در داخل و خارج از کشور در مجلات، مجموعه مقالات و کتاب‌ها چاپ شده‌است. افزون بر این مقاله‌ها، مصاحبه‌های مکرری با مجلاتی نظیر کیهان ماه، گیله‌وا و روزنامه‌های عصر مردم، خبر و نگاه پنجشنبه آن، نیم‌نگاه، سعادت، گیلان امروز، جام جم و غیره و روزنامه‌های خارجی Financial Times و II Tempo داشته‌است که همه چاپ و منتشر شده‌است. عضویت در گروه واژه‌گزینی فرهنگستان زبان ایران و عضویت در گروه تخصصی فرهنگستان هنر و نیز عضویت در شورای علمی دانش‌نامهٔ خلیج فارس، و نیز مدیریت دانش‌نامهٔ آبادی‌های ایران از مرکز دائرةالمعارف بزرگ اسلامی در کارنامهٔ فعالیت‌های صداقت‌کیش وجود دارد. البته کار سترگ او، ایران‌شناسی است که در موضوع‌های تاریخ، باستان‌شناسی، جغرافیا، جغرافیای تاریخی، انسان‌شناسی، مردم‌شناسی، قوم‌شناسی، هنر، ادبیات شفاهی، زبان‌شناسی و غیره پژوهش نموده و کشف سنگ‌نگاره‌ها در شهرستان نی‌ریز در سال ۱۳۷۶ و کشف جادهٔ شاهی یا کانال آب‌رسانی دورهٔ هخامنشی در تنگ بلاغی و دیوار سنگی آریایی‌ها بر فراز کوه‌های شهرستان پاسارگاد در فروردین سال ۱۳۸۲ و نیز کشف نمونهٔ کاخ مداین از دورهٔ ساسانی در شهر ابرکوه از استان یزد و همچنین کشف آثار و کانال آب‌رسانی از رودخانهٔ شش‌پیر شهرستان سپیدان به شیراز از دورهٔ هخامنشی و استودانی در شهرستان خاتم از استان یزد در سال ۱۳۸۵ از افتخارات ایشان است.

## تجلیل و بزرگداشت
- اداره کل میراث فرهنگی و گردشگری و صنایع دستی فارس (۱۳۷۶ و ۱۳۷۸)
- فرمانداری آباده و اداره فرهنگ و ارشاد اسلامی شهرستان آباده (۱۳۷۸)
- اداره کل فرهنگ و ارشاد اسلامی فارس (۱۳۷۹ و ۱۳۸۰)
- اداره فرهنگ و ارشاد اسلامی شهرستان جهرم (۱۳۸۰)
- شورای اسلامی شهر آباده (۱۳۸۴) - در این مراسم شورای اسلامی شهر آباده تصمیم گرفت که میدان ورودی شهر آباده از سمت اصفهان را به نام وی نامگذاری کند که پس از مطرح کردن با استاد، او به شدت مخالفت کرد.
- استانداری فارس (۱۳۸۴)
- در روز ۱۵ اردیبهشت ۱۳۸۴ تمبری با تصویر استاد برجسته توأم با عکس غرورآمیز تخت جمشید و آرامگاه سعدی انتشار یافت.

## قدردانی در اشعار
شاعرانی نظیر ترابی (از اصفهان)، دهقانی، کاشانی، دکتر خراباتی … (در شیراز) در اشعار خود استاد را ستوده‌اند.
"به پژوهشگر معاصر جمشید صداقت‌کیش:
ناگشوده‌هایم را
دخیل بسته‌ام
به تجربه هات
ببار
سپید موی
بر لحظه‌های سیاه."
فریده برازجانی [قناری‌های زلال، شیراز: نوید، ۱۳۸۱، ص۱۱۵]

## عضویت در مجامع علمی داخلی و بین‌المللی
جمشید صداقت‌کیش در چندین انجمن داخلی و بین‌المللی عضویت داشته‌است که افتخار آمیزترین آنها، عضویت در گروه واژه‌گزینی فرهنگستان زبان ایران و عضویت در گروه هنرهای صناعی فرهنگستان هنر و نیز عضویت در شورای علمی دانشنامه خلیج فارس بوده‌است.
وی همچنان مدیر دانشنامه آبادی‌های ایران از مرکز دائره المعارف بزرگ اسلامی بود.

## درگذشت
صداقت‌کیش به علت بیماری سرطان چندی در بیمارستان به سر برد و سرانجام پنجشنبه ۱۲ بهمن ۱۳۹۱ در بیمارستان نمازی شیراز درگذشت و ۱۵ بهمن طی مراسمی از مقابل تالار حافظ، تشییع و در دارالرحمه شیراز به خاک سپرده شد.

## آثار
صداقت‌کیش بیش از ۷۰ اثر در حوزه باستان‌شناسی و به ویژه فارس‌شناسی داشت که اغلب آن‌ها هنوز محل رجوع استادی دانشگاه و محققان است.
- کتابشناسی توصیفی خلیج فارس (منتشره در سال ۱۳۷۹)
- آب‌های مقدس ایران (۱۳۸۰)
- آرامگاه کوروش و باورهای مردم فارس (۱۳۸۰)
- کتابشناسی توصیفی فرهنگ مردم فارس (۱۳۸۲)
- کردان پارس و کرمان (۱۳۸۲)
- کهن‌ترین تصاویر فارس (۱۳۸۲)
- شیراز: رؤیای رنگین سرزمین پارس
- جهرم در پویه تاریخ
- شهر استخر و سه گنبدان
- مبارزات مردم فارس علیه پلیس جنوب
- تاریخ چاپ و نشر در فارس

1. کتاب کردان پارس و کرمان در سال ۱۳۸۲ از طرف وزارت فرهنگ و ارشاد اسلامی جمهوری اسلامی ایران به عنوان پژوهش برگزیده سال کشور انتخاب شد و لوح تقدیر و جوایز آن را از دست وزیر فرهنگ و ارشاد اسلامی دریافت کرد. این کتاب در منطقه سلیمانیه کشور عراق به زبان کُردی ترجمه شده و در همان کشور توسط انتشارات مکریانی چاپ شده‌است. ضمن آن که در سال ۱۳۸۰ تعداد ۹ مقاله از فصل‌های این کتاب به کُردی سورانی ترجمه و در چندین شماره مجله سروه چاپ شد.
2. کتاب کهن‌ترین تصاویر فارس در ششمین جشن فرهنگ فارس در سال ۱۳۸۴ در بخش ویژه حوزه تمدنی فارس نیز برگزیده شد و جوایز و لوح افتخار آن را دریافت کرد. این کتاب در سال ۱۳۸۵ به چاپ دوم رسید.
3. از جمله آثار آماده چاپ استاد می‌توان شهر استخر، تخت جمشید، مرودشت دشت نور، راه‌های باستانی فارس، هنرها و صنایع دستی فارس و هشت سفرنامه را نام برد که متأسفانه بعد از فوت ایشان به سرانجام نرسید.
4. در سال ۱۳۶۶ طی قراردادی با سازمان برنامه فارس، فهرست‌نویسی مقاله‌ها و کتاب‌های دربارهٔ فارس را آغاز کرد و مدت هشت ماه ادامه داد اما به سبب شرایط نامناسب و غیر علمی آن سازمان کار را رها کرد و نتیجه کار وی تحت عنوان فهرستگان فارس، جلد اول منتشر گردید.
5. در سال ۱۳۶۹ طرح پژوهشی تحت عنوان «علل و انگیزه مهاجرت عشایر به شهرهای فارس» را برای اداره کل عشایر استان فارس و دانشگاه آزاد اسلامی- واحد شیراز، به اتفاق غلامرضا وطن دوست و غلامحسین شاهکار شروع کرد که دو سال به درازا کشید و نتیجه کار به صورت رساله منتشر گردید. در این پژوهش صداقت‌کیش مجری طرح بود.
6. در سال ۱۳۸۲ این پژوهشگر برجسته کشور قراردادی با اداره کل اوقاف و امور خیریه فارس منعقد نمود تا دربارهٔ زیارتگاه‌های فارس، قدمگاه‌ها، مسجدها و حسینیه‌های تاریخی فارس، تکیه‌های تاریخی فارس، زاویه‌های تاریخی فارس، آرامگاه‌های مشاهیر فارس، مدارس علمیه فارس، مصلاهای فارس، قبرستان‌های فارس، اماکن مذهبی اقلیت‌های دینی فارس، آب انبارهای تاریخی فارس، پل‌های تاریخی وقفی فارس، حمام‌های تاریخی وقفی و کاروانسراهای وقفی و تاریخی فارس پژوهش نماید که سه سال تمام کار این پژوهش به درازا انجامید و نتیجه این پژوهش‌ها ۲۷ جلد کتاب گردید که قرار بود آن اداره کل آن‌ها را به چاپ برساند.
7. در شبکه‌های مختلف رادیو و تلویزیون، دانشگاه‌ها (از جمله آکادمی علوم تاجیکستان در شهر دوشنبه) و NGOها و شهرهای مختلف فارس از جمله: آباده، بوانات، نی ریز، سپیدان، جهرم، کازرون، شیراز، لامرد، هرات یزد و سیرجان سخنرانی کرده بود.
8. البته کار سترگ استاد، ایرانشناسی است که در موضوع‌های تاریخ، باستان‌شناسی، جغرافیا، جغرافیای تاریخی، انسان‌شناسی، مردم‌شناسی، قوم‌شناسی، هنر، ادبیات شفاهی، زبانشناسی و غیره پژوهش نموده و کشف سنگ نگاره‌ها در شهرستان نی ریز در سال ۱۳۷۶ و کشف جاده شاهی یا کانال آب‌رسانی دوره هخامنشی در تنگ بلاغی و دیوار سنگی آریایی‌ها بر فراز کوه‌های شهرستان پاسارگاد در فروردین سال ۱۳۸۲ و نیز کشف نمونه کاخ مداین از دوره ساسانی در شهر ابرکوه از استان یزد و همچنین کشف آثار و کانال آب رسانی از رودخانه شش پیر شهرستان سپیدان به شیراز از دوره هخامنشی و استودانی در شهرستان خاتم از استان یزد در سال ۱۳۸۵ از افتخارات ایشان است.

مقالات و کتاب‌های نوشته شده‌استاد در موضوع‌های ایرانشناسی که حاصل ۴۳ سال کار فارس پژوهی و ایرانشناسی می‌باشد، به صورت زیر قابل تفکیک است:
گیلان ۱۲ مقاله
- مازندران ۲ مقاله
- بوشهر ۸ مقاله و یک کتاب
- سیرجان ۲ مقاله
- جیرفت ۴۵ صفحه از کتاب کردان پارس و کرمان
- خوزستان ۱ مقاله و یک کتاب
-اصفهان ۴ مقاله
- یزد ۴ مقاله و یک کتاب
- کاشان ۱ مقاله
- زاهدان ۱ مقاله
- خراسان ۱ مقاله
- جزیره خارک ۱ سفرنامه
وی به تمامی نقاط فارس، از دور و نزدیک سفر کرده بود و فارس را مانند کف دستش می‌شناخت و گمان نمی‌رود که کسی بتواند گوی سبقت را در این موضوع از او برباید.
به غیر از چند کتاب و رساله که دربارهٔ شهرهای فارس از جمله شیراز، آباده، جهرم، مرودشت و ممسنی نوشته و منتشر کرده بود در سال ۱۳۶۹ تعداد ۱۷ مقاله دربارهٔ شهرهای فارس منتشر نمود و تک نگاری ۱۰۵ روستای فارس را به صورت پژوهش آماده چاپ و انتشار کرده بود.
وی در سال ۱۳۷۰ پیشنهاد تأسیس بنیاد فارس‌شناسی را به استانداری فارس داد که مورد موافقت قرار گرفت و تأسیس شد و یکی از چند نفر معدود هیئت علمی این بنیاد شد. در سال ۱۳۷۵ خود رأساً اقدام به تأسیس پژوهشگاه فارس در خیابان زند شیراز نمود که تا سال ۱۳۷۸ به فعالیت‌های فارس‌پژوهی می‌پرداخت.

## برای مطالعهٔ بیشتر
- سالنامه دبیرستان دکتر ولی اله نصر (تهران)، ۱۳۵۵، ص ۸۳
- نامنامه انجمن اقتصاد دانان ایران، ۱۳۵۶، ص۵۱
- فهرست مستند اسامی مشاهیر و مؤلفان، تهران: مرکز خدمات کتابداری وزارت علوم، ۱۳۵۶، ص۲۱۳
- انجمنهای ادبی شیراز، حسن امداد، تهران: ما، ص۴۵۰
- ویژه نامه عصر آباده، تیرماه۱۳۸۳، ص۸: «یار غایب آباده- دکتر جمشید صداقت‌کیش»
- مؤسسه دار الفکر شیعه، قم، ۱۳۸۴: دانشمندان شیعه
- فیلم نیم ساعته «شرح حال دکتر جمشید صداقت‌کیش» ساخته تلویزیون شبکه سیمای استان فارس در سال ۱۳۸۲ که از همین شبکه نیز در همان زمان پخش شد.